# Mesene bigemmis
Mesene bigemmis är en fjärilsart som beskrevs av Hans Ferdinand Emil Julius Stichel 1925. Mesene bigemmis ingår i släktet Mesene och familjen Riodinidae. Inga underarter finns listade i Catalogue of Life.